# عديمات الدرز الجبهي
عديمات الدرز الجبهي أو عديمات الشق الجبهى (الاسم العلمي:Aschiza) هي جزء من قصيرات القرن. يوجد في هذه المجموعة فصيلتان كبيرتان هما السيرفيدات والسارقات وعدد من الأصنوفات الأصغر حجما. وهي مماثلة لمعظم الذبابيات المألوفة مع استثناء ملحوظ واحد وهي فإنها لا تملك الكيس الجبهي، لذلك تفتقر التجويف الهلالي على الوجه كما هو الحال في ذوات الدرز الجبهي. أنها لا تزال لديها الكيس العذري مع ظهور دائري ولكنها ليست إهليلجية في الشكل كما هو الحال بالنسبة لذوات الدرز الجبهي. تم استخدام هذا المصطلح لأول مرة من قبل إدوارد بيشر.